# Sunius bicolor
Sunius bicolor är en skalbaggsart som först beskrevs av Olivier 1795.  Sunius bicolor ingår i släktet Sunius, och familjen kortvingar. Arten är reproducerande i Sverige.